# Dobejki
Dobejki (lit. Debeikiai) – miasteczko na Litwie, na Auksztocie, nad Oknistą, w okręgu uciańskim, w rejonie oniksztyńskim, 17 km na północny wschód od Onikszt; siedziba gminy Dobejki; 452 mieszk. (2001); kościół, szkoła, urząd pocztowy.